# Tammany Hall
Con la denominación de Tammany Hall se conoce a la maquinaria política (del inglés "political machine") del Partido Demócrata de los Estados Unidos, que jugó un importante papel en el control de la política de la ciudad de Nueva York, y en la ayuda para que los inmigrantes, principalmente irlandeses, participaran en la política estadounidense desde la década de 1790 hasta la de 1960, actuando como lo que en el presente se conoce como una red de tráfico de influencias o red de clientelismo político.
Normalmente controló las nominaciones por el Partido Demócrata en Manhattan desde el triunfo de Fernando Wood en 1854, hasta la de Fiorello LaGuardia (nominalmente del Partido Republicano) en 1934, a partir de cuyo momento empezó a debilitarse hasta desaparecer.

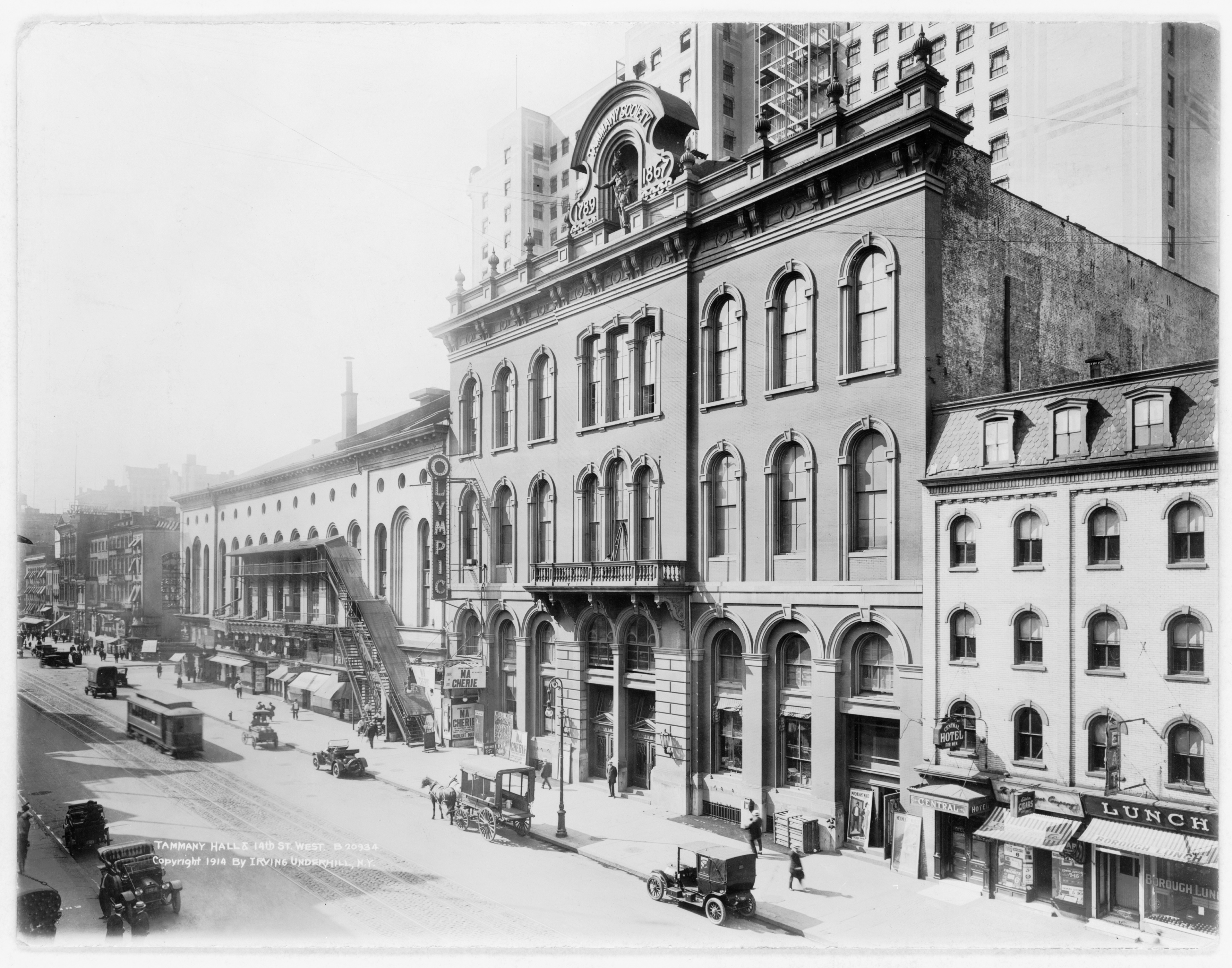
Tammany Hall en la Calle 14 Este, entre la Tercera Avenida e Irving Place, en la ciudad de Nueva York.

## Historia

### 1789–1850
La Tammany Society, también conocida como Society of St. Tammany, los Sons of St. Tammany, o la Columbian Order, fue fundada el 12 de mayo de 1789. El nombre de "Tammany" tiene su origen en Tamanend, un dirigente nativo americano de la tribu lenape.
Para 1798 las actividades de la Sociedad habían crecido y se habían politizado y la máquina política de Tammany (distinta de la Sociedad), dirigida por Aaron Burr, quien nunca fue miembro de la Sociedad, emergió como el centro para las políticas del Partido Demócrata-Republicano en la ciudad. Burr se valió de la Sociedad para ser elegido Vicepresidente en las elecciones a la presidencia de los Estados Unidos de 1800. Sin la Sociedad, los historiadores creen que el presidente John Adams podría haber obtenido los votos electorales de Nueva York y ganado las elecciones.
A partir de 1829, Tammany Hall pasó a ser la filial en Nueva York del Partido Demócrata.

#### Apoyo a los inmigrantes
La base electoral de Tammany Hall descansaba en la inmigración, que a menudo cambió el apoyo político por el patrocinio de Tammany Hall. En los Estados Unidos anteriores al New Deal los servicios extralegales que ofrecieron Tammany y otras organizaciones políticas sirvieron como un sistema rudimentario de previsión social a una base de inmigrantes que vivían en extrema pobreza y que recibían poca asistencia gubernamental. Tammany les proporcionaba auxilios básicos: alimentos, carbón, concedía préstamos y les proporcionaba un trabajo. Por otra parte, actuaba como intermediario con un gobierno que les era extraño.

#### Irlandeses
Tammany estará unido para siempre al desarrollo de los irlandeses dentro de la política estadounidense. A partir de 1845, con la gran hambruna que sufrían en su país, millones de católicos irlandeses llegaron a Nueva York. Dotados de su conocimiento de inglés, una lealtad muy fuerte, una tendencia hacia la política y lo que los críticos llaman una tendencia al uso de la violencia para controlar las votaciones, los irlandeses pronto dominaron Tammany. A cambio de votos, les proporcionaron dinero y alimentos. A partir de 1872, Tammany pasó a tener un jefe (“boss”) irlandés.

### 1851-1889
En 1854, el apoyo de los inmigrantes a Tammany se había convertido en una poderosa fuerza en la política en Nueva York. Controlaba negocios, políticos y en algunos casos la aplicación de las leyes. Los empresarios obsequiaban cosas a sus obreros y, a cambio, indicaban a estos que votaran a los políticos apoyados por Tammany (normalmente del Partido Demócrata). En 1854, la Sociedad eligió a su primer alcalde de Nueva York. Los jefes (bosses) de Tammany (a los que se llamaba el "Grand Sachem") y sus colaboradores se enriquecieron por medios ilegales. El jefe más infame de todos ellos fue William M. "Boss" Tweed, cuyo control sobre Tammany le hizo ganar la elección para el Senado del Estado de Nueva York. Su carrera política terminó en 1872 cuando fue enviado a prisión como consecuencia del movimiento de reforma emprendido por el gobernador demócrata de Nueva York.

### 1890–1950
En 1892 un ministro protestante, Charles Henry Parkhurst, denunció duramente el Hall, lo que supuso una investigación por un Gran Jurado, la designación del Comité Lexow y la elección de un alcalde reformista en 1894.
En 1901, las fuerzas anti-Tammany eligieron a un reformista republicano para alcalde.
De 1902 hasta su fallecimiento en 1924, Charles F. Murphy fue el jefe de Tammany.
En 1927 se vendió el edificio de la calle 14. El nuevo edificio en la calle 17 y Union Square East se terminó y fue ocupado en 1929.
En 1932, Tammany sufrió un duro golpe cuando el reformista demócrata Franklin D. Roosevelt fue elegido Presidente de los Estados Unidos. Roosevelt retiró a Tammany el patronazgo federal, del que había disfrutado durante el New Deal, y lo pasó en su lugar a Ed Flynn, jefe del Bronx. Roosevelt apoyó que el republicano Fiorello La Guardia fuera elegido alcalde en una candidatura de coalición, lo que aún disminuyó más el control de Tammany. La Guardia fue elegido en 1933 y reelegido en 1937 y 1941. Fue el primer alcalde anti-Tammany que fue reelegido y debilitó Tammany hasta extremos en los que los alcaldes reformistas anteriores no lo habían hecho. 
Tammany obtenía su poder de los contratos gubernamentales, trabajos, patrocinios y, también, de la habilidad de sus dirigentes para manipular el voto popular. Este último factor se debilitó a partir de 1940 con la disminución de los programas sociales que Tammany utilizaba para ganar y mantener partidarios.
Tammany nunca se recuperó, pero tuvo un retorno a escena en pequeña escala a principios de la década de 1950, con éxitos como las victorias para las elecciones a alcalde en 1953 y a gobernador en 1954, mientras, simultáneamente, neutralizaba a sus enemigos, en especial el fiscal general.
Eleanor Roosevelt organizó un contraataque para constituir el Comité de Votantes Democráticos de Nueva York, como un grupo para combatir a Tammany. La una vez poderosa maquinaria política de Tammany, privada de su liderazgo, perdió rápidamente su influencia política, y a mediados de la década de 1960, dejó de existir. El último edificio utilizado por Tammany Hall alberga ahora la Academia de Cinematografía de Nueva York.

## Líderes políticos
| Fecha     | Nombre                                                 |
| --------- | ------------------------------------------------------ |
| 1789-1797 | William Mooney                                         |
| 1797-1804 | Aaron Burr                                             |
| 1804-1814 | Teunis Wortmann                                        |
| 1814-1817 | George Buckmaster                                      |
| 1817-1822 | Jacob Barker                                           |
| 1822-1827 | Stephen Allen                                          |
| 1827-1828 | Mordecai M. Noah                                       |
| 1828-1835 | Walter Bowne                                           |
| 1835-1842 | Isaac Varian                                           |
| 1842-1848 | Robert Morris                                          |
| 1848-1850 | Isaac V. Fowler                                        |
| 1850-1856 | Fernando Wood                                          |
| 1857-1858 | Isaac V. Fowler                                        |
| 1858      | Fernando Wood                                          |
| 1858-1859 | William M. Tweed y Isaac V. Fowler                     |
| 1859-1867 | William M. Tweed y Richard B. Connolly                 |
| 1867-1871 | William M. Tweed                                       |
| 1872      | John Kelly y John Morrissey                            |
| 1872-1886 | John Kelly                                             |
| 1886-1902 | Richard Croker                                         |
| 1902      | Lewis Nixon                                            |
| 1902      | Charles F. Murphy, Daniel F. McMahon y Louis F. Haffen |
| 1902-1924 | Charles F. Murphy                                      |
| 1924-1929 | George W. Olvany                                       |
| 1929-1934 | John F. Curry                                          |
| 1934-1937 | James J. Dooling                                       |
| 1937-1942 | Christopher D. Sullivan                                |
| 1942      | Charles H. Hussey                                      |
| 1942-1944 | Michael J. Kennedy                                     |
| 1944-1947 | Edward V. Loughlin                                     |
| 1947-1948 | Frank J. Sampson                                       |
| 1948-1949 | Hugo E. Rogers                                         |
| 1949-1962 | Carmine G. DeSapio                                     |
| 1962-1964 | Edward N. Costikyan                                    |
| 1964-1967 | J. Raymond Jones                                       |

### En inglés
- Allen, Oliver E. The Tiger: The Rise and Fall of Tammany Hall (1993) Archivado el 10 de marzo de 2007 en Wayback Machine.
- Connable, Alfred, and Edward Silberfarb. Tigers of Tammany: Nine Men Who Ran New York. New York: Holt, Rinehart and Winston, 1967.
- Cornwell, Jr., Elmer E. “Bosses, Machines, and Ethnic Groups.” In The City Boss in America: An Interpretive Reader, edited with commentary by Alexander B. Callow, Jr. New York: Oxford University Press, 1976.
- Costikyan, Edward N. "Politics in New York City: a Memoir of the Post-war Years." New York History 1993 74(4): 414–434. Issn: 0146-437x Costikyan was a member of the Tammany Executive Committee 1955–1964, and laments the passing of its social services and its unifying force
- Erie, Steven P. Rainbow's End: Irish-Americans and the Dilemmas of Urban Machine Politics, 1840–1985 (1988).
- Finegold, Kenneth. Experts and Politicians: Reform Challenges to Machine Politics in New York, Cleveland, and Chicago (1995) on Progressive Era
- LaCerra, Charles. Franklin Delano Roosevelt and Tammany Hall of New York. University Press of America, 1997. 118 pp.
- Lash, Joseph. Eleanor, The Years Alone. New York: W.W. Norton & Company, 1972, 274–276.
- Lui, Adonica Y. "The Machine and Social Policies: Tammany Hall and the Politics of Public Outdoor Relief, New York City, 1874–1898." Studies in American Political Development (1995) 9(2): 386–403. Issn: 0898-588x
- Mandelbaum, Seymour J. Boss Tweed's New York (1965) (ISBN 0-471-56652-7)
- Moscow, Warren. The Last of the Big-Time Bosses: The Life and Times of Carmine de Sapio and the Rise and Fall of Tammany Hall (1971) Archivado el 22 de diciembre de 2008 en Wayback Machine.
- Mushkat, Jerome. Fernando Wood: A Political Biography (1990)
- M. Ostrogorski; Democracy and the Party System in the United States (1910)
- Herbert S. Parmet and Marie B. Hecht. Aaron Burr; Portrait of an Ambitious Man 1967.
- William Riordan, Plunkitt of Tammany Hall (1963) 1915 memoir of New York City ward boss George Washington Plunkitt who coined the term "honest graft"
- Sloat, Warren. A Battle for the Soul of New York: Tammany Hall, Police Corruption, Vice, and Reverend Charles Parkhurst's Crusade against Them, 1892–1895. Cooper Square, 2002. 482 pp.
- Stave, Bruce M. , John M. Allswang, Terrence J. McDonald, Jon C. Teaford. "A Reassessment of the Urban Political Boss: An Exchange of Views" History Teacher, Vol. 21, No. 3 (May, 1988) , pp. 293–312
- Steffens, Lincoln. The Shame of the Cities (1904) muckraking expose of machines in major cities
- T. L. Stoddard, Master of Manhattan (1931), on Crocker
- Thomas, Samuel J. "Mugwump Cartoonists, the Papacy, and Tammany Hall in America's Gilded Age." Religion and American Culture 2004 14(2): 213–250. Issn: 1052-1151 Fulltext: in Swetswise, Ingenta and Ebsco
- Nancy J. Weiss, Charles Francis Murphy, 1858–1924: respectability and responsibility in Tammany politics(1968).
- M. R. Werner, Tammany Hall (1932)
- Harold B. Zink; City Bosses in the United States: A Study of Twenty Municipal Bosses (1930)